# Waller (Texas)
Waller is een plaats (city) in de Amerikaanse staat Texas, en valt bestuurlijk gezien onder Harris County en Waller County.

## Demografie
Bij de volkstelling in 2000 werd het aantal inwoners vastgesteld op 2092.
In 2006 is het aantal inwoners door het United States Census Bureau geschat op 2045, een daling van 47 (-2,2%).

## Geografie
Volgens het United States Census Bureau beslaat de plaats een oppervlakte van
3,9 km², geheel bestaande uit land. Waller ligt op ongeveer 82 m boven zeeniveau.